# توشییاسو تاکاهارا
توشییاسو تاکاهارا (انگلیسی: Toshiyasu Takahara؛ زادهٔ ۱۸ اکتبر ۱۹۸۰) بازیکن فوتبال اهل ژاپن است.
از باشگاه‌هایی که در آن بازی کرده‌است می‌توان به باشگاه فوتبال جوبیلو ایواتا، باشگاه فوتبال کونسادول ساپورو، و باشگاه فوتبال شیمیزو اس-پالس اشاره کرد.